# Wet op de kansspelen
In Nederland worden kansspelen gereguleerd door de Wet op de kansspelen (WKS). Hierin is onder meer bepaald dat niet iedereen kansspelen mag organiseren. In veel gevallen is een vergunning nodig, met als voorwaarde dat minimaal 50% van de opbrengst aan goede doelen wordt gegeven. Vaak mag de organisator alleen meerderjarigen laten meespelen.
De Kansspelautoriteit (Ksa) is ook verantwoordelijk voor het verstrekken van alle vergunningen en houdt zich bezig met de regelmatige controles van de vergunninghouders. Ook controleert Ksa regelmatig of de vergunninghouders zich aan de regels houden.
Als de regels door erkende kansspelbedrijven niet worden nageleefd, kan dit tot hoge boetes leiden.
Het verstrekken van informatie is een van de manieren waarop Ksa deze doelen bereikt. De Ksa biedt ook voorlichting over de risico’s van de gokverslaving en er worden preventive maatregelen aangenomen om de risico's ervan te minimaliseren door strenge eisen op te leggen aan gokbedrijven om proactieve maatregelen te nemen.

## Kansspelautoriteit
De Kansspelautoriteit (Ksa) is op 1 april 2012 opgericht als Nederlands zelfstandig bestuursorgaan en heeft een eigen rechtspersoonlijkheid.
De taken van het Ksa zijn het reguleren van het kansspelaanbod door het verlenen van kansspelvergunningen, houden van toezicht op de vergunninghouders, het bestrijden van illegale kansspelen en het beschermen van consumenten tegen kansspelverslaving.
Bij het bestrijden van illegale kansspelen hanteert de Ksa prioriteringscriteria.

### Geschiedenis
Een voorloper van de Ksa was het College van toezicht op de kansspelen, een onafhankelijk Nederlands orgaan dat als doel had om toezicht te houden op kansspelen. Het college is opgericht op 1 januari 1996 en per 1 april 2012 vervangen door de Ksa.
Het ‘College van toezicht op de kansspelen’ hield toezicht op de naleving van de Wet op de kansspelen door de vergunninghouders van de landelijke kansspelen (Nederlandse Staatsloterij, BankGiro Loterij, Sponsor Loterij, Nationale Postcode Loterij, De Lotto, Autotote Nederland en Holland Casino). Daarnaast adviseerde het College de minister over het verlenen, wijzigen en intrekken van de vergunningen voor landelijke kansspelen. Het College was ook een zelfstandig bestuursorgaan.

## Vergunningen
Er is een aantal kansspelen waarvoor slechts aan een partij een vergunning kan worden verleend. Hiervoor gelden wettelijke monopolies.
Het gaat hierbij om de vergunning van:
- De Staatsloterij
- Het lottospel (kansspel dat erop gericht is deelnemers een aantal symbolen te doen voorspellen, die door loting of trekking worden verkregen uit een van tevoren opgegeven aantal symbolen; verleend aan De Lotto, dit is de Stichting De Nationale Sporttotalisator)
- Sportprijsvragen (prijsvragen welke erop zijn gericht deelnemers uitslagen van tevoren aangekondigde sportwedstrijden, met uitzondering van harddraverijen en paardenrennen, te doen raden of voorspellen; verleend aan De Lotto)
- De totalisator (elke gelegenheid, opengesteld om op de uitslag van harddraverijen en paardenrennen te wedden, met dien verstande dat het totaal van de inleg, behoudens bij of krachtens de wet toegestane aftrek, verdeeld zal worden onder degenen die op de winnaar of op een der prijswinnaars hebben gewed.[3]
- Instantloterij (verleend aan De Lotto)
- Holland Casino

Daarnaast zijn er zeven vergunningen voor meerjarige goede doelen loterijen verleend.
Het gaat hierbij om de vergunning van de:
- Nationale Postcode Loterij
- de BankGiro Loterij
- de VriendenLoterij
- Lottovate
- Fairshare Lotteries
- de Impact loterij
- Samenwerkende Non-profit Loterijen (Jantje Beton, de Grote Clubactie, KWF Kankerbestrijding, de Zonnebloem, Scouting Nederland Fonds).

## Totalisator
De term totalisator wordt op verschillende manieren gebruikt:
- In de Wet op de kansspelen heeft de term betrekking op de draf- en rensport. ZEbetting & Gaming Nederland B.V. exploiteert deze in Nederland onder de naam ZEturf.
- De Stichting De Nationale Sporttotalisator, ook genoemd De Lotto, is een organisatie die onder meer de Lotto en Toto exploiteert. Volgens de Wet op de kansspelen is Toto is het merk voor alle sportprijsvragen met uitzondering van de draf- en rensport.

Oorspronkelijk betekende de term het geautomatiseerde systeem waarmee uitbetalingen werden berekend.

## Informatie deelnemers
Het Besluit van 7 mei 2013, houdende regels ten aanzien van wervings- en reclameactiviteiten, alsmede het preventiebeleid van houders van een vergunning op grond van de Wet op de kansspelen (Besluit werving, reclame en verslavingspreventie kansspelen) geeft nadere regels. Artikel 5 bepaalt onder meer dat de consument volledig wordt geïnformeerd over deelneming aan kansspelen, in ieder geval  over: a. de specifieke kenmerken van aangeboden kansspelen;b. de winstbepaling of de eventuele prijzen en de inhouding van kansspelbelasting; c. de kosten van deelneming; d. overige verplichtingen die verbonden zijn aan deelneming of het winnen van een prijs; e. het verbod voor minderjarigen om deel te nemen; f. verantwoorde deelneming aan kansspelen, de gevaren van kansspelverslaving en de toegang tot verslavingszorg; g. het waarborgen van de privacy van deelnemers; h. de wijze waarop deelneming aan kansspelen kan worden beëindigd; i. de omvang en de bestemming van de opbrengsten van kansspelen. Bij ministeriële regeling zal dit worden uitgewerkt, zoals dat moet worden aangegeven wat de statistische kans is op het winnen van een prijs, of er sprake is van eenmalige deelneming dan wel van een abonnement of doorlopende deelneming tot wederopzegging, en dat het niet is toegestaan om bij de wervings- en reclameactiviteiten aan te geven, dan wel de suggestie te wekken, dat deelnemers of prijswinnaars verplicht zijn medewerking te verlenen aan enige vorm van werving of reclame door de vergunninghouder.
Verder is er nog de Regeling van de Staatssecretaris van Veiligheid en Justitie van 24 juni 2013, kenmerk 399920, tot uitvoering van de Wet op de kansspelen (Regeling werving, reclame en verslavingspreventie kansspelen).

## Online kansspelen
De Wet van 20 februari 2019 tot wijziging van de Wet op de kansspelen, de Wet op de kansspelbelasting en enkele andere wetten in verband met het organiseren van kansspelen op afstand (Wet kansspelen op afstand) maakt online kansspelen mogelijk voor binnen- en buitenlandse aanbieders. Als gevolg hiervan kunnen aanbieders van online kansspelen met een Nederlandse vergunning legaal in Nederland hun producten aanbieden. Kansspelaanbieders moeten een aanvraag voor een vergunning indienen bij de Kansspelautoriteit.
Gedacht wordt aan de volgende kansspelsoorten:
- Poker
- Bingo
- Casinospelen
- Speelautomatenspelen
- Sportweddenschappen:
  - fixed odds
  - exchange betting of parimutual betting
  - live betting

De term landbased wordt gebruikt als tegenhanger van op afstand. In de wet zelf wordt niet die term gebruikt, maar "niet zijnde kansspelen op afstand".
De wet voorziet in de mogelijkheid om bij ministeriële regeling afdracht aan sport en goede doelen verplicht te stellen in de vorm van een minimaal afdrachtspercentage. Voorlopig komt er echter geen verplichte afdracht.
Het wetsvoorstel bevat ook maatregelen ter voorkoming van kansspelverslaving.
In het wetsvoorstel is de mogelijkheid voor de toezichthouder om anoniem mee te spelen opgenomen. De toezichthouder kan hierdoor de identiteit van een illegale aanbieder achterhalen door de geldstromen te volgen. Daarnaast geeft het wetsvoorstel de toezichthouder de bevoegdheid om partijen die kansspelen op afstand bevorderen, zoals adverteerders op internet en financiële- en ICT-dienstverleners, een bindende aanwijzing te geven om die dienstverlening te staken. Voor ICT-dienstverleners is dit een vorm van een notice and takedown bevel. Aan financiële dienstverleners wordt gevraagd de betalingen tussen de speler en de illegale aanbieder te blokkeren.
Vergunninghouders mogen een persoon niet als speler inschrijven en laten deelnemen aan kansspelen op afstand voordat is vastgesteld dat die persoon 18 jaar of ouder is. Voorkomen moet worden dat minderjarigen zich kunnen voordoen als meerderjarigen. Daarom worden eisen gesteld aan de identificatie- en verificatie van de speler. Die worden in de lagere regelgeving verder uitgewerkt. Hierbij wordt gedacht aan het overleggen van een kopie van een identiteitsbewijs en een verificatiebetaling via een op de persoon gesteld betaalmiddel.
De wet is de eerste stap in de modernisering van het kansspelbeleid. De regering was daarnaast voornemens Holland Casino te privatiseren en de casinomarkt anders te reguleren. Dit wetsvoorstel werd weliswaar aangenomen door de Tweede Kamer, maar kon niet rekenen op genoeg steun in de Eerste Kamer en werd ingetrokken.

### Geschiedenis
Van de Wet van 20 februari 2019 tot wijziging van de Wet op de kansspelen, de Wet op de kansspelbelasting en enkele andere wetten in verband met het organiseren van kansspelen op afstand (Wet kansspelen op afstand) zijn in 2021 in drie etappes delen in werking getreden.
De wet zou op 1 juli 2020 van kracht worden, waarna per 1 januari 2021 de opening van de markt zou plaatsvinden. In de tussenliggende maanden kunnen kansspelaanbieders een aanvraag voor een vergunning indienen en vergunningen door de Kansspelautoriteit worden verstrekt. Op donderdag 18 juni 2020 maakte de minister voor Rechtsbescherming Sander Dekker in het voortgezet schriftelijk overleg aan de vaste commissie voor Justitie en Veiligheid bekend dat de inwerkingtreding van de wet mogelijk een paar maanden uitstel krijgt in verband met de coronacrisis. Op 19 januari werd introductie van de wet officieel uitgesteld naar 1 april 2021 waarna de eerste online casino's met een vergunning op 1 oktober 2021 de deuren mochten openen.